# Kendall Ellis
Kendall Ellis (* 8. März 1996 in Pembroke Pines, Florida) ist eine US-amerikanische Leichtathletin, die sich auf den Sprint spezialisiert hat. Ihren größten sportlichen Erfolg feierte sie im Jahr 2021 mit dem Gewinn der Goldmedaille mit der US-amerikanischen 4-mal-400-Meter-Staffel und gewann dort auch die Bronzemedaille in der Mixed-Staffel. Zudem wurde sie in den Jahren 2017 und 2019 Weltmeisterin in der 4-mal-400-Meter-Staffel.

## Sportliche Laufbahn
Kendall Ellis studierte von 2015 bis 2018 an der renommierten University of Southern California und sammelte 2015 erste Erfahrungen bei internationalen Meisterschaften, als sie bei den Panamerikanischen Juniorenmeisterschaften im kanadischen Edmonton in 52,81 s die Bronzemedaille im 400-Meter-Lauf gewann und mit der US-amerikanischen 4-mal-400-Meter-Staffel in 3:31,49 min siegte. 2017 startete sie über 400 Meter bei den Weltmeisterschaften in London und schied dort mit 52,18 s in der ersten Runde aus und kam im Staffelbewerb im Vorlauf zum Einsatz und trug damit zum Gewinn der Goldmedaille bei. 2018 stellte sie in der Halle mit 50,34 s einen US-amerikanischen Landesrekord über 400 m auf und im Sommer wurde sie NCAA-Collegemeisterin in der 4-mal-400-Meter-Staffel. Im Jahr darauf gelangte sie bei den Weltmeisterschaften in Doha bis ins Halbfinale über 400 Meter und schied dort mit 51,58 s aus und kam im Staffelbewerb erneut in der Vorrunde zum Einsatz und trug damit zur erfolgreichen Titelverteidigung bei. 2021 siegte sie in 50,30 s über 400 Meter beim Irvine Track Meet und siegte anschließend in 51,86 s beim British Grand Prix in Gateshead. Im August startete sie mit der US-amerikanischen 4-mal-400-Meter-Staffel bei den Olympischen Sommerspielen in Tokio und verhalf dort dem Team zum Finaleinzug und trug damit zum Gewinn der Goldmedaille bei. Zudem kam sie auch im Finale der Mixed-Staffel über 4-mal 400 Meter zum Einsatz und sicherte sich dort in 3:10,22 min gemeinsam mit Trevor Stewart, Kaylin Whitney und Vernon Norwood die Bronzemedaille hinter den Teams aus Polen und der Dominikanischen Republik.
2022 siegte sie in 51,15 s beim Orange County Classic und schied anschließend bei den Weltmeisterschaften in Eugene mit 52,55 s in der ersten Runde über 400 Meter aus. Bei den World Athletics Relays 2024 auf den Bahamas siegte sie in 3:10,73 min mit der Mixed-Staffel über 4-mal 400 Meter und im Juli wurde sie beim Herculis in 50,39 s Dritte über 400 Meter. Anschließend schied sie bei den Olympischen Sommerspielen in Paris mit 50,40 s im Halbfinale aus.
2024 wurde Ellis US-amerikanische Meisterin im 400-Meter-Lauf.

## Persönliche Bestzeiten
- 200 Meter: 22,59 s (+0,1 m/s), 6. Mai 2023 in Los Angeles
  - 200 Meter (Halle): 22,97 s, 11. Februar 2017 in Fayetteville
- 400 Meter: 49,46 s, 23. Juni 2024 in Eugene
  - 400 Meter (Halle): 50,34 s, 10. März 2018 in College Station (US-amerikanischer Rekord)